# پسر آسمانی (فیلم ۱۳۹۱)
پسر آسمانی نام یک فیلم ایرانی کودکانه از ژانر اجتماعی کودک طنز به کارگردانی و نویسندگی رضا قهرمانی، تهیه‌کنندگی علی عزیزی محصول ساختهٔ سال ١٣٩١ است.

## خلاصه داستان
یک زوج جوان تصمیم میگیرند از پرورشگاه پسری را به فرزندی قبول کنند. آن ها پسری به نام مندو انتخاب کردند و...

## بازیگران
- علی عزیزی در نقش: پوریا نظری
- حدیث فولادوند در نقش: شادی نظری
- علی صادقی در نقش: منرو
- یوسف صیادی در نقش: حمید